# Gail Goodrich
Gail Charles Goodrich junior (* 23. April 1943 in Los Angeles, Kalifornien) ist ein ehemaliger US-amerikanischer Basketballspieler der Los Angeles Lakers, Phoenix Suns und dem New Orleans Jazz in der NBA. Der 1,85 Meter große Goodrich spielte die Positionen des Shooting Guard und Point Guard und gewann 1972 den NBA-Titel. Er ist Mitglied der Naismith Memorial Basketball Hall of Fame.

## Karriere
Goodrich spielte in seiner College-Zeit in Los Angeles für das Team der UCLA des berühmten Coaches John Wooden und gewann mit den UCLA Bruins zwei NCAA Division I Basketball Championships. 1965 wurde er vom dortigen Profiteam Los Angeles Lakers als Territorial Pick gezogen und war dort hinter Jerry West und Mahdi Abdul-Rahman Ersatz-Guard. Weil er der kleinste Laker war, wurde er von Kapitän Elgin Baylor „Stumpy“ (dt. „Zwerg“) genannt. In seinen ersten drei Jahren steigerte sich Goodrich von sieben auf 13 Punkte pro Spiel, konnte sich aber nie in die Starting Five festspielen.
1968 wurde Goodrich in der Expansion Draft von den Lakers nicht beschützt und wurde somit von den neugegründeten Phoenix Suns verpflichtet. Bei den Suns wurde Goodrich ein Leistungsträger, erzielte über 20 Punkte und sieben Assists pro Spiel und wurde 1971 von den Lakers zurückverpflichtet. Bei seinem zweiten Anlauf in Los Angeles gewann Goodrich an der Seite von Jerry West und Wilt Chamberlain 1972 den NBA-Titel und war in diesem Team Topscorer. 1973 scheiterte Goodrich im Finale an den New York Knicks, erreichte im nächsten Jahr einen Karriere-Topwert von 25,3 Punkten pro Spiel und wurde zum ersten und einzigen Mal ins All-NBA First Team gewählt. Bis 1976 spielte Goodrich in Kalifornien, ehe er nach gescheiterten Vertragsverhandlungen für mehrere Draftpicks zum New Orleans Jazz transferiert wurde.
Beim Jazz erlebte der mittlerweile 33-jährige Goodrich den Herbst seiner Karriere. Seine Leistungen bauten langsam, aber sicher ab, und 1979 beendete er seine Laufbahn. Als Dank für seine Leistungen zogen die Lakers sein Trikot mit der Rückennummer 25 für immer zurück. Für einen der 1976 für Goodrich vereinbarten Draftpicks holten die Lakers drei Jahre später Magic Johnson, der Los Angeles zu fünf NBA-Titeln in den Achtzigern führen würde.
Später arbeitete Goodrich als Erbauer von Golfkursen und als Basketball-Analyst im TV.

## Privatleben
Goodrich lebt in zweiter Ehe mit seiner Frau Toni in Greenwich, Connecticut. Aus erster Ehe stammen drei erwachsene Kinder, ein Sohn und Zwillingstöchter.